# Pieter Stevens

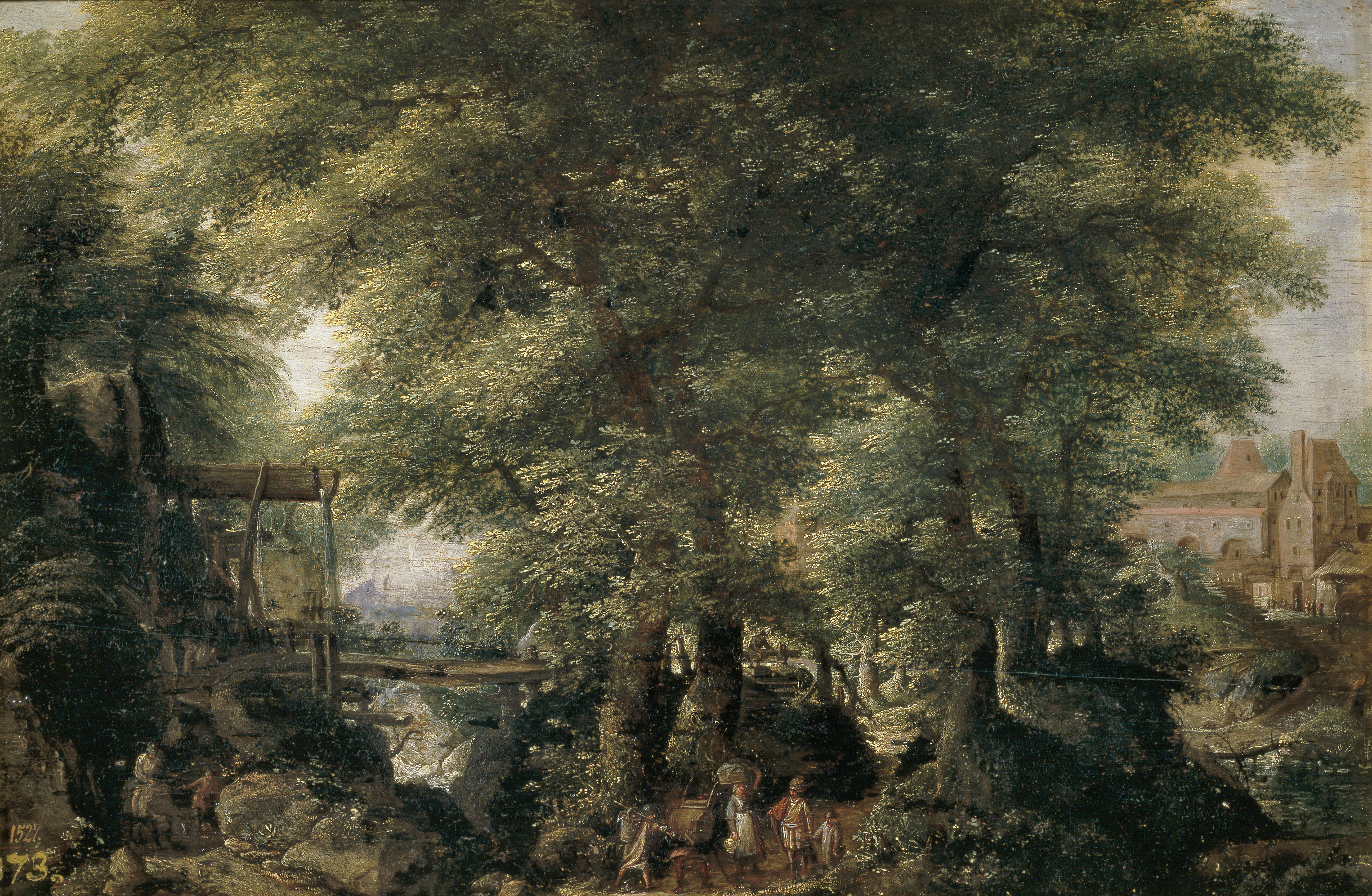
Paisaje frondoso, óleo sobre tabla, 33 x 48 cm, Madrid, Museo del Prado.

Pieter Stevens II (Malinas, c. 1567-Praga, después de 1624) fue un pintor flamenco especializado en la pintura de paisajes.
Establecido como maestro independiente en Amberes en 1589, se pensó que pudo haber realizado un viaje por Italia en los años inmediatamente posteriores; sin embargo, los pequeños dibujos de Roma y Nápoles conservados no prueban ese viaje, tratándose más probablemente de copias de Jan Brueghel el Viejo.
En 1594 fue nombrado pintor de la corte del emperador Rodolfo II, por lo que se estableció en Praga donde tuvo contacto con Roelant Savery, y a la muerte del emperador podría haber pasado al servicio de Carlos I de Liechtenstein, gobernador de Bohemia. 
Dedicado de forma casi exclusiva al paisaje, que él desarrolló como género independiente, sin apoyo de figuras, dejó numerosos dibujos en los que se manifiesta el mismo interés por la luz y la atmósfera que se puede apreciar en sus óleos, en los que se advierte su formación manierista y las influencias de Jan Brueghel, Paul Bril o Lucas van Valckenborch. De sus dibujos, en especial de sus vistas de Praga, se hicieron grabados y reproducciones en «pietra dura» para la decoración de muebles, contribuyendo así a la mayor difusión de su obra.
De Pieter Stevens II el Museo del Prado posee dos paisajes frondosos, procedentes de la colección real a la que se incorporaron con la colección de Felipe V.